# Niederkam
Niederkam ist ein Gemeindeteil der Gemeinde Kumhausen im niederbayerischen Landkreis Landshut. Bis zum 31. Dezember 1970 bildete es eine selbstständige Gemeinde.

## Lage
Das Dorf Niederkam liegt etwa zwei Kilometer südlich von Kumhausen im Isar-Inn-Hügelland an der Bundesstraße 15.

## Geschichte
Die Gemeinde Niederkam entstand 1818 aus dem gleichnamigen Steuerdistrikt. Sie gehörte zum Landgericht, Bezirksamt und schließlich zum Landkreis Landshut. Sie umfasste die Orte Ehrnstorf, Eierkam, Englberg, Grammelkam, Grillberg, Kalteneck (mit Kumhausen verbunden), Kumberg, Kumhausen, Kumpfmühle, Niederkam, Preisenberg, Rammelkam, Seitenberg und Walpersdorf. Am 1. Januar 1971 schlossen sich im Zuge der Gebietsreform in Bayern die bisher selbstständigen Gemeinden Obergangkofen, Windten, Niederkam und Götzdorf zur neuen Gemeinde Kumhausen zusammen. Die Orte Ehrnstorf und Englberg kamen zeitgleich zur Stadt Landshut.